# Menander (geslacht)
Menander is een geslacht van vlinders uit de familie van de prachtvlinders (Riodinidae), onderfamilie Riodininae.
Menander werd in 1939 voor het eerst wetenschappelijk beschreven door Hemming.

## Soorten
Menander omvat de volgende soorten:
- Menander aldasi Hall, J & Willmott, 1995
- Menander apotheta (Bates, H, 1868)
- Menander cicuta (Hewitson, 1863)
- Menander clotho (Stichel, 1911)
- Menander coruscans (Butler, 1867)
- Menander felsina (Hewitson, 1863)
- Menander hebrus (Cramer, 1775)
- Menander laobotas (Hewitson, 1875)
- Menander menander (Stoll, 1780)
- Menander pretus (Cramer, 1777)
- Menander thalassicus Brévignon & Gallard, 1992